# Термінал ЗПГ Еемсгафен
Термінал ЗПГ Еемсгафен – інфраструктурний комплекс для прийому зрідженого природного газу (ЗПГ) у Нідерландах. 
З початком повномасштабного російського вторгнення до України в лютому 2022 року більшість європейських країн обрали курс на відмову від російських енергоносіїв, що в царині природного газу зазвичай було важко досягнути без його отримання у зрідженому вигляді. Зокрема, у Нідерландах компанія Gasunie вирішила створити плавучий регазифікаційний термінал, який потребував набагато менше часу на створення у порівнянні із стаціонарним об’єктом. Для його розміщення обрали розташований на вході до естуарію Емсу глибоководний порт Емгавен, що міг забезпечити прийом газовозів, а також гарне сполучення із газотранспортною мережею (можливо відзначити, що на території самої портово-індустріальної зони Еемсгафен знаходяться газові електростанції ТЕС Емс та ТЕС Магнум).
В межах проекту частину північної сторони Вільгельмінахафен (одна з акваторій порту Еемсгафен) облаштували для швартовки плавучих установок зі зберігання та регазифікації ЗПГ. Глибини біля цього причалу становитимуть не менше за 15 метрів і він може обслуговувати ЗПГ-танкери ємністю до 180000 м3. Як установки зафрахували два судна:
- належну компанії Energos (створена інвестиційним фондом Apollo та американською енергетичною компанією New Fortress Energy) установку «Energos Igloo» (раніше була відома як «Golar Igloo» та відносилась до флоту норвезької Golar), що має потужність з регазифікації у 14,1 млн м3 на добу (в піковому режимі – до 21,2 млн м3) та резервуари для ЗПГ ємністю 170000 м3;
- надану бельгійською Exmar несамохідну баржу «Eemshaven LNG» (перейменована під нідерландський проект, до того носила назву «S-188»), що має потужність з регазифікації у 11,3 млн м3 на добу (в піковому режимі – до 16,9 млн м3) та резервуари для ЗПГ ємністю 25000 м3.
«Energos Igloo» відіграватиме провідну роль і саме до неї швартуватимуться газовози, які доправлятимуть ЗПГ. В подальшому частина ресурсу перекачуватиметься через причальні комунікації до «Eemshaven LNG».
Регазифікація зазвичай здійснюється за допомогою нагрівання ЗПГ забортною водою. Втім, в Еемсгафені у зимовий період температура морської води може бути достатньо низькою, щоб суттєво зменшити продуктивність установок. З огляду на це передбачена подача до них теплої води, що бере участь у технологічному циклі розташованих поблизу електростанцій.
Номінальну потужність терміналу визначили на рівні 8 млрд м3 на рік, при цьому вона заброньована трьома компаніями – нафтогазовим гігантом Shell (4 млрд м3), чеською ČEZ (3 млрд м3) та французькою Engie (1 млрд м3).
У вересні 2022-го обидві установки прибули до місця служби. Втім, окремі роботи з облаштування терміналу продовжувались до кінця року із очікуваним виходом на повну потужність в січні 2023-го.